# Microdipoena vanstallei
Microdipoena vanstallei är en spindelart som beskrevs av Léon Baert 1985. Microdipoena vanstallei ingår i släktet Microdipoena och familjen Mysmenidae.
Artens utbredningsområde är Kamerun. Inga underarter finns listade i Catalogue of Life.